# Kenneth Møller Pedersen
 Der er flere personer med dette navn, se Kenneth Pedersen (flertydig).
Kenneth Møller Pedersen (født 18. april 1973) er en dansk tidligere professionel fodboldspiller, der senest spillede for FC Fredericia.
Møller Pedersen har spillet i 10 forskellige klubber: Odense KFUM, OB, Nørre Åby Idrætsklub, B1909, OB, Esbjerg fB, Ikast FS, FC Midtjylland, Randers FC og FC Fredericia
Han spillede 3 kampe for Ligalandsholdet i februar 2001, da han var FC Midtjylland-spiller.
I maj 2011 meddelte Kenneth, at han i juli 2011 ville stoppe karrieren som fodboldspiller.